# مافران
مافران هي قرية في مقاطعة أرومية، إيران. يقدر عدد سكانها بـ 339 نسمة بحسب إحصاء 2016.